# Escharoides biseriatata
Escharoides biseriatata är en mossdjursart som beskrevs av Liu 200. Escharoides biseriatata ingår i släktet Escharoides och familjen Exochellidae. Inga underarter finns listade i Catalogue of Life.